# Thillot
Ne doit pas être confondu avec Le Thillot.
Thillot est une commune française située dans le département de la Meuse, en région Grand Est.

## Géographie
Thillot est située au pied des Côtes de la Meuse, entre Hannonville-sous-les-Côtes et Saint-Maurice-sous-les-Côtes. La commune fait partie du parc naturel régional de Lorraine.
| Hannonville-sous-les-Côtes | Hannonville-sous-les-Côtes   | Avillers-Sainte-Croix        |
| Hannonville-sous-les-Côtes | Thillot                      | Saint-Maurice-sous-les-Côtes |
|                            | Saint-Maurice-sous-les-Côtes | Saint-Maurice-sous-les-Côtes |

### Hydrographie

#### Réseau hydrographique
La commune est dans le bassin versant du Rhin au sein du bassin Rhin-Meuse. Elle est drainée par le ruisseau de Remonville,.

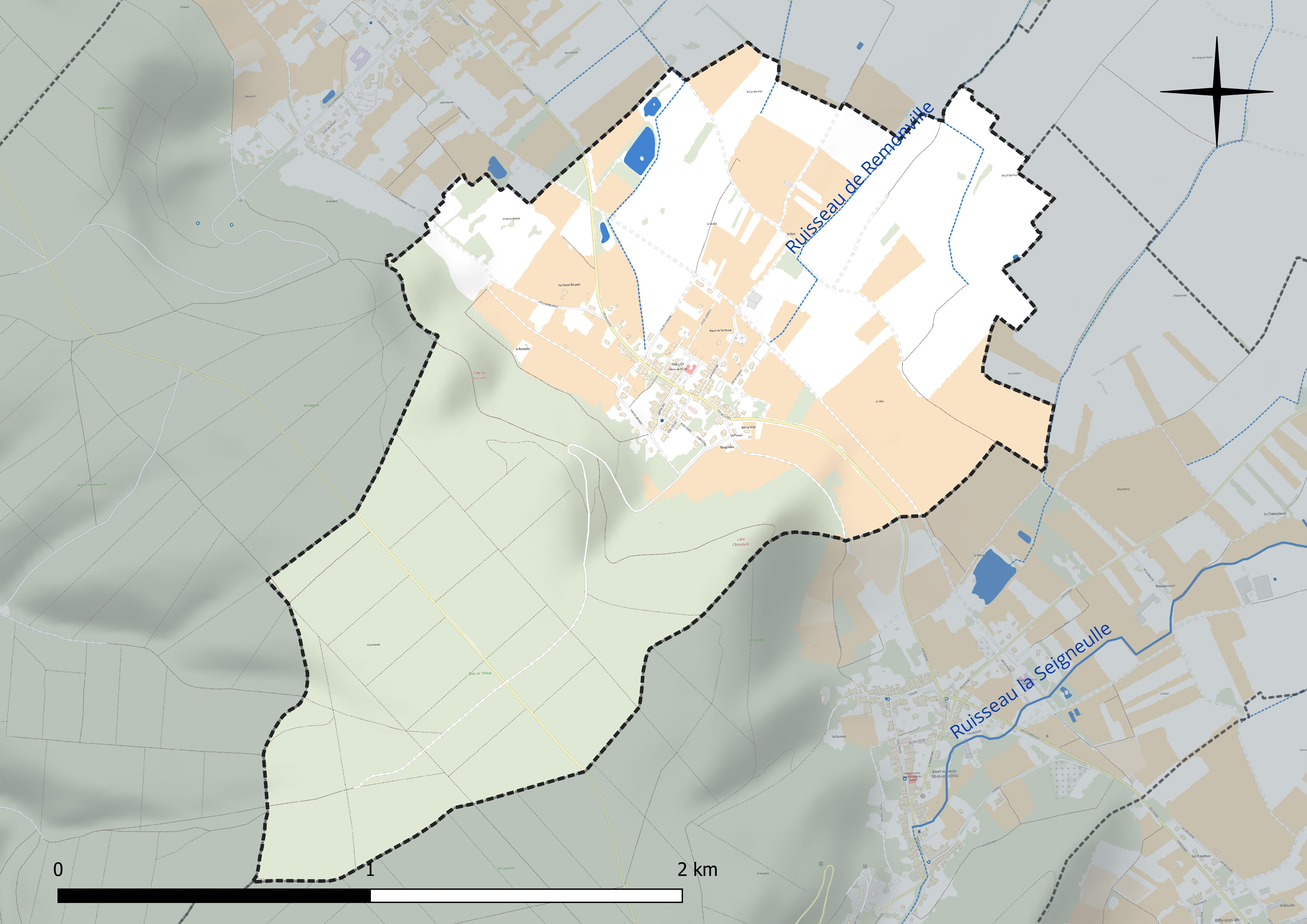
Réseau hydrographique de Thillot.

#### Gestion et qualité des eaux
Le territoire communal est couvert par le schéma d'aménagement et de gestion des eaux (SAGE) « Bassin ferrifère ». Ce document de planification concerne le périmètre des anciennes galeries des mines de fer, des aquifères et des bassins versants hydrographiques associés qui s’étend sur 2 418 km2. Les bassins versants concernés sont celui de la Chiers en amont de la confluence avec l'Othain, et ses affluents (la Crusnes, la Pienne, l'Othain), celui de l'Orne et ses affluents et celui de la Fensch, le Veymerange, la Kiesel et les parties françaises du bassin versant de l'Alzette et de ses affluents (Kaylbach, ruisseau de Volmerange). Il a été approuvé le 27 mars 2015. La structure porteuse de l'élaboration et de la mise en œuvre est la région Grand Est. 
La qualité des cours d’eau peut être consultée sur un site spécial géré par les agences de l’eau et l’Agence française pour la biodiversité. 

### Climat
Pour des articles plus généraux, voir Climat du Grand Est et Climat de la Meuse.
En 2010, le climat de la commune est de type climat de montagne, selon une étude du Centre national de la recherche scientifique s'appuyant sur une série de données couvrant la période 1971-2000. En 2020, Météo-France publie une typologie des climats de la France métropolitaine dans laquelle la commune est exposée à un climat océanique altéré et est dans la région climatique  Lorraine, plateau de Langres, Morvan, caractérisée par un hiver rude (1,5 °C), des vents modérés et des brouillards fréquents en automne et hiver. 
Pour la période 1971-2000, la température annuelle moyenne est de 9,5 °C, avec une amplitude thermique annuelle de 16 °C. Le cumul annuel moyen de précipitations est de 894 mm, avec 13 jours de précipitations en janvier et 9,2 jours en juillet. Pour la période 1991-2020, la température moyenne annuelle observée sur la station météorologique de Météo-France la plus proche, « Bonzée_sapc », sur la commune de Bonzée à 10 km à vol d'oiseau, est de 10,6 °C et le cumul annuel moyen de précipitations est de 783,7 mm. 
La température maximale relevée sur cette station est de 40,6 °C, atteinte le 24 juillet 2019 ; la température minimale est de −17,3 °C, atteinte le 7 février 2012,,. 
Les paramètres climatiques de la commune ont été estimés pour le milieu du siècle (2041-2070) selon différents scénarios d'émission de gaz à effet de serre à partir des nouvelles projections climatiques de référence DRIAS-2020. Ils sont consultables sur un site spécial publié par Météo-France en novembre 2022.

## Urbanisme

### Typologie
Au 1er janvier 2024, Thillot est catégorisée commune rurale à habitat dispersé, selon la nouvelle grille communale de densité à sept niveaux définie par l'Insee en 2022.
Elle est située hors unité urbaine et hors attraction des villes,.

### Occupation des sols
L'occupation des sols de la commune, telle qu'elle ressort de la base de données européenne d’occupation biophysique des sols Corine Land Cover (CLC), est marquée par l'importance des territoires agricoles (46,6 % en 2018), une proportion identique à celle de 1990 (46,6 %). La répartition détaillée en 2018 est la suivante : 
forêts (45,8 %), cultures permanentes (27,1 %), prairies (13,6 %), zones urbanisées (7,6 %), terres arables (5,9 %). L'évolution de l’occupation des sols de la commune et de ses infrastructures peut être observée sur les différentes représentations cartographiques du territoire : la carte de Cassini (XVIIIe siècle), la carte d'état-major (1820-1866) et les cartes ou photos aériennes de l'IGN pour la période actuelle (1950 à aujourd'hui).

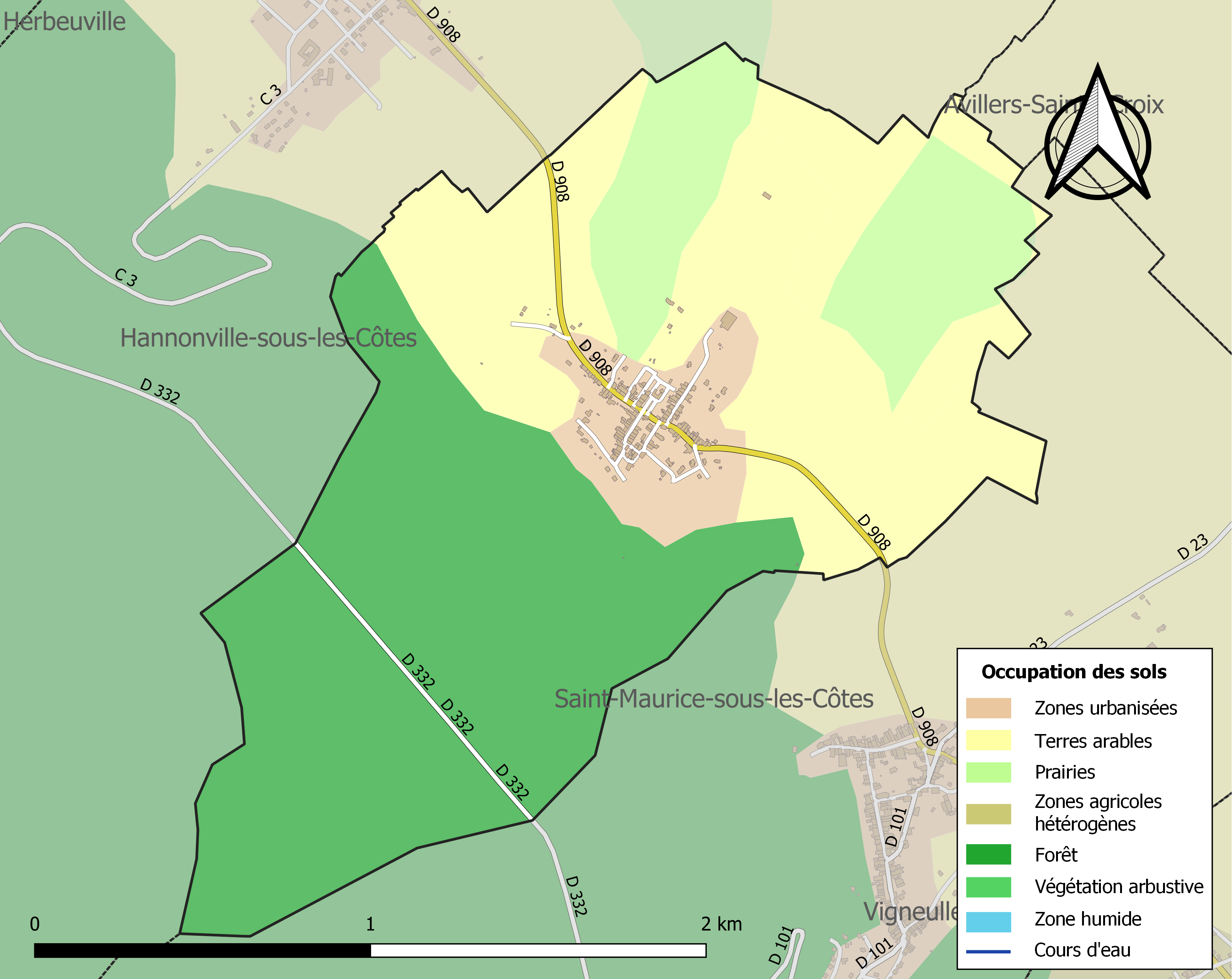
Carte des infrastructures et de l'occupation des sols de la commune en 2018 (CLC).

## Toponymie
Le nom de la localité est attesté sous les formes Ecclesia de Thail (1106) ; Tilloy (1219) ; Tilloi-soubs-Hathonchasteil (1254) ; Tillot (1656) ; Tillot-Saint-Maurice (1749) ; Thillot ou Thillot-sous-les-Côtes.

De l'oïl teil « tilleul », remplacé tardivement par l'oïl tillot « tilleul ».

## Politique et administration
| Période                                  | Période       | Identité        | Étiquette | Qualité   |
| ---------------------------------------- | ------------- | --------------- | --------- | --------- |
| Les données manquantes sont à compléter. |               |                 |           |           |
| avant 1995                               | mars 2014     | Michel Secret   |           |           |
| mars 2014                                | novembre 2016 | Michèle Humbert |           | Démission |
| 2016                                     | juillet 2020  | Colette Reyter  |           |           |
| 3 juillet 2020                           | En cours      | Rémi Michel     |           |           |

## Population et société

### Démographie
L'évolution du nombre d'habitants est connue à travers les recensements de la population effectués dans la commune depuis 1793. Pour les communes de moins de 10 000 habitants, une enquête de recensement portant sur toute la population est réalisée tous les cinq ans, les populations de référence des années intermédiaires étant quant à elles estimées par interpolation ou extrapolation. Pour la commune, le premier recensement exhaustif entrant dans le cadre du nouveau dispositif a été réalisé en 2008.

En 2022, la commune comptait 206 habitants, en évolution de −13,08 % par rapport à 2016 (Meuse : −4,4 %, France hors Mayotte : +2,11 %).
| 1793 | 1800 | 1806 | 1821 | 1831 | 1836 | 1841 | 1846 | 1851 |
| ---- | ---- | ---- | ---- | ---- | ---- | ---- | ---- | ---- |
| 431  | 382  | 510  | 541  | 623  | 630  | 566  | 553  | 567  |

| 1856 | 1861 | 1866 | 1872 | 1876 | 1881 | 1886 | 1891 | 1896 |
| ---- | ---- | ---- | ---- | ---- | ---- | ---- | ---- | ---- |
| 434  | 500  | 473  | 477  | 498  | 488  | 456  | 443  | 421  |

| 1901 | 1906 | 1911 | 1921 | 1926 | 1931 | 1936 | 1946 | 1954 |
| ---- | ---- | ---- | ---- | ---- | ---- | ---- | ---- | ---- |
| 414  | 399  | 343  | 260  | 235  | 197  | 203  | 214  | 217  |

| 1962 | 1968 | 1975 | 1982 | 1990 | 1999 | 2006 | 2008 | 2013 |
| ---- | ---- | ---- | ---- | ---- | ---- | ---- | ---- | ---- |
| 201  | 172  | 171  | 179  | 150  | 158  | 219  | 237  | 239  |

| 2018 | 2022 | - | - | - | - | - | - | - |
| ---- | ---- | - | - | - | - | - | - | - |
| 227  | 206  | - | - | - | - | - | - | - |

## Culture locale et patrimoine

### Lieux et monuments
- L'église Saint-Abdon, origine 1824, reconstruite en 1926.
- Un lavoir.
- La Vierge aux raisins (statue).
- La côte de Thillot.
- Tombeau des familles Champlon et Mettavant.
  - Histoire : Tombeau élevé en 1864. Représentation de Dieu le Père semblable à celle du tombeau des familles Guillaume Lesire à Herbeuville (Meuse). Type : Inventaire général du patrimoine culturel  Époque : 3e quart XIXe siècle
- Monument aux Morts de la Guerre 1914, 18. Histoire : Monument aux morts élevé début 2e quart XXe siècle par Duilio Donzelli, sculpteur à Lacroix-sur-Meuse (55)  Adresse : place de la Mairie. Type : Inventaire général du patrimoine culturel  Époque : 2e quart XXe siècle  Auteur(s) : Donzelli Duilio (sculpteur)
- Tombeau des Familles Champlon et Mettavant. Histoire : Tombeau élevé dans le 4e quart du XIXe siècle par Parisse, sculpteur à Fresnes-en-Woëvre (55).  Type : Inventaire général du patrimoine culturel.  Époque : 4e quart XIXe siècle  Auteur(s) : Parisse (maître de l'œuvre).
- Église paroissiale Saint-Abdon. Histoire : église bénite en 1824, détruite pendant la guerre 1914-1918, reconstruite en 1926 sur les plans de G. Lemaire, architecte à Commercy (Meuse), par l'entrepreneur Mescle, de Saint-Mihiel (Meuse), et bénite en 1927. Baptême d'une cloche en 1920 et de trois autres, provenant des fonderies Farnier à Robécourt (Vosges) en 1928. Érection du chemin de croix en 1929. Adresse : rue Église. Type : Inventaire général du patrimoine culturel.  Époque : 1er quart XIXe siècle ; 2e quart XXe siècle. Année de construction : 1824 ; 1927. Auteur(s) : Lemaire G. (maître de l'œuvre) Mescle (entrepreneur).

### Héraldique
| Blason de Thillot | Blason  | Coupé : au 1er, de gueules, à une couronne antique à 7 pointes et deux demies sur deux rangs d'or surmontant, un lion dormant d'argent ; au 2d, d'or à une quintefeuille d'azur percée en pentagone, chargée de 10 triangles isocèles d'argent mis en cercle, base vers le centre, et senestrée d'une grappe de raisin de pourpre feuillée et tigée de sinople. Ornements extérieursCroix de guerre 1914-1918 Soutien de l'écu : deux rameaux de mirabellier, supportés de tanné, feuillés de sinople et fruités d'or tachetés de pourpre, passés en sautoir |
| Blason de Thillot | Détails | - La quintefeuille d'azur est une fleur de lin, elle rappelle que le lin était jadis une culture importante de Thillot ainsi qu'en témoigne le lieu-dit Lignière. - La couronne antique est celle de saint Abdon, patron de la paroisse locale, qui subit le martyre par l'épée, symbolisé par le champ de gueules. - Le lion endormi rappelle la légende liée à saint Adon et son frère Sennen, qui raconte que, alors livrés aux fauves, ces derniers les respectèrent. - La grappe de raisin rappelle l'importance de la vigne jadis sur le finage du village. Cette culture a remplacé celle du lin. - Les rameaux de mirabelliers évoquent bien entendu les vergers qui s'étendent sous les côtes. Création Robert A. Louis et Dominique Lacorde, non adoptée mais utilisée de fait depuis le 7 avril 2021, M. Rémi MICHEL étant maire. |